# Родственные души (рассказ)
«Родственные души» (англ. Makes the Whole World Kin) — юмористический рассказ О. Генри, вошедший в сборник 1911 года «Шестёрки — семёрки».

## Сюжет
В особняк состоятельного гражданина проникает вор. Оценив обстановку, он поднимается наверх, где находит в постели спящего хозяина дома. Тот просыпается, и вор, угрожая револьвером тридцать восьмого калибра, требует поднять руки. Однако хозяин поднимает только одну руку — вторую из-за прихватившего плечо ревматизма он поднять не в состоянии. Тут прихватывает и самого вора — выясняется, что оба ревматики. Позабыв о том, что один из них — жертва, а другой — преступник, случайные собратья по несчастью начинают увлеченно обсуждать в разной степени не помогающие обоим средства от ревматизма. В конце концов оба соглашаются, что наиболее действенное средство — это спиртное. Чувствуя в хозяине особняка родственную душу, жулик приглашает его в паб пропустить стаканчик-другой. Одевшись с помощью вора, у выхода хозяин вспоминает, что выложил все свои деньги на туалетный столик. «Бросьте это, — отвечает несостоявшийся вор. — Я вас приглашаю. На выпивку хватит. А вы никогда не пробовали „Чудодейственный орех“ и мазь из сосновых иголок?»

## Экранизации
Рассказ был экранизирован в киноальманахе Леонида Гайдая «Деловые люди» (1962). В роли вора выступил Юрий Никулин, в роли хозяина дома — Ростислав Плятт.
В 2009 году вышел короткометражный фильм «Makes the Whole World Kin» режиссёра Санжара Султанова. В роли вора выступил Алекс Миллс, в роли хозяина дома — Пол Кальдерон.
В 2009 году казахскими кинематографистами на студии «Балапан-фильм» по мотивам новеллы снят фильм «Вор» (режиссёр и автор сценария — Гани Кураш), но в данном случае фильм наполнен местным колоритом и откровенно пропагандирует мусульманские духовные ценности.